# Germán Alemanno
Germán Ariel Alemanno (ur. 27 września 1983 w Rosario) – argentyński piłkarz występujący najczęściej na pozycji napastnika, obecnie zawodnik meksykańskiego Querétaro.

## Kariera klubowa
Alemanno pochodzi z miasta Rosario i jest wychowankiem tamtejszego zespołu piłkarskiego Rosario Central. W argentyńskiej Primera División zadebiutował 13 listopada 2004 w wygranym 3:1 spotkaniu z Banfield, natomiast pierwszego gola w najwyższej klasie rozgrywkowej strzelił 30 kwietnia 2005 w zremisowanej 1:1 konfrontacji z Vélezem Sársfield. W późniejszym czasie wziął udział w międzynarodowych rozgrywkach, takich jak Copa Libertadores czy Copa Sudamericana. Barwy Rosario Central bez większych sukcesów reprezentował do końca rozgrywek 2006/2007, kiedy to na zasadzie wypożyczenia dołączył do drugoligowej drużyny Quilmes AC. Tam spędził półtora roku, po czym przeniósł się do występującego na tym samym poziomie rozgrywek klubu Platense, którego zawodnikiem był podczas wiosennej fazy Clausura sezonu 2008/2009. Zarówno z Quilmes, jak i z Platense nie udało mu się jednak wywalczyć awansu do najwyższej klasy rozgrywkowej.
Latem 2009 Alemanno został piłkarzem mistrza Peru – stołecznego Universidadu San Martín. W peruwiańskiej Primera División pierwszy mecz rozegrał 13 września 2009 z Total Chalaco (2:2) i w tym samym spotkaniu po raz pierwszy wpisał się na listę strzelców w nowym klubie. Już w kolejnym sezonie – 2010 – wywalczył z Universidadem tytuł mistrzowski, będąc czołowym zdobywcą bramek drużyny. Kilkukrotnie, bez większych sukcesów, grał ze swoją ekipą w międzynarodowych turniejach klubowych.
Wiosną 2012 Alemanno, razem ze swoim rodakiem i byłym kolegą klubowym Pablo Vittim, przeniósł się do meksykańskiego klubu Querétaro FC. W tamtejszej Primera División zadebiutował 14 stycznia 2012 w przegranej 0:1 konfrontacji z Tigres UANL, a pierwsze trafienie dla Querétaro zanotował 4 lutego tego samego roku w przegranym 2:3 ligowym spotkaniu z Atlante.
| Sezon     | Klub                   | Kraj      | Rozgrywki          | Mecze | Bramki |
| --------- | ---------------------- | --------- | ------------------ | ----- | ------ |
| 2004/2005 | Rosario Central        | Argentyna | Primera División   | 22    | 1      |
| 2005/2006 | Rosario Central        | Argentyna | Primera División   | 16    | 2      |
| 2006/2007 | Rosario Central        | Argentyna | Primera División   | 20    | 2      |
| 2007/2008 | Quilmes Atlético Club  | Argentyna | Primera B Nacional | 33    | 5      |
| 2008/2009 | Quilmes Atlético Club  | Argentyna | Primera B Nacional | 14    | 2      |
| 2008/2009 | Club Atlético Platense | Argentyna | Primera B Nacional | 11    | 1      |
| 2009      | Universidad San Martín | Peru      | Primera División   | 12    | 5      |
| 2010      | Universidad San Martín | Peru      | Primera División   | 42    | 18     |
| 2011      | Universidad San Martín | Peru      | Primera División   | 28    | 8      |
| 2011/2012 | Querétaro FC           | Meksyk    | Primera División   |       |        |